# 毛黄肉楠
毛黄肉楠（学名：Actinodaphne pilosa）为樟科黄肉楠属下的一个种。

## 扩展阅读
- 維基物種上的相關：毛黄肉楠